# Río Silala
El río Silala, también llamado Siloli, es un río internacional ubicado en la zona del altiplano andino, entre Bolivia y Chile. Su origen se ubica en el departamento boliviano de Potosí y, desde allí, el curso de agua recorre 56 kilómetros, cruzando la frontera internacional entre ambos países, hasta desembocar en los ríos San Pedro de Inacaliri y posteriormente al Loa, en la región chilena de Antofagasta.
Este curso hídrico fue centro de una disputa entre los gobiernos de Bolivia y Chile respecto a su denominación, naturaleza, curso y uso, llegando incluso a presentarse una demanda ante la Corte Internacional de Justicia para determinar dichas características, caso que fue analizado entre 2016 y 2022.

## Trayecto

Origen del río Silala en Bolivia.

El Silala nace en las faldas del cerro Inacaliri (5689 m) y el cerro de Silala (5703 m), en el extremo norte de la reserva nacional de fauna andina Eduardo Abaroa, en la provincia de Sud Lípez, departamento de Potosí, Bolivia. La fuente principal se ubica a unos 4 km de la frontera con Chile, en 22°0′34″S 68°0′12″O / -22.00944, -68.00333, desde donde el curso de agua se dirige al oeste; a unos 2,5 km de su nacimiento, se encuentra con un segundo curso de agua nacido 400 m más arriba, en 22°0′18″S 68°1′24″O / -22.00500, -68.02333.
Luego de unirse ambos cursos hídricos e iniciar un pequeño cañón, el Silala baja unos 720 m hasta llegar a la frontera de Bolivia y Chile; desde ese punto recorre aproximadamente 7 kilómetros hasta unir sus aguas en 22°2′31″S 68°4′44″O / -22.04194, -68.07889 con el río Cajón, en Chile, para dar origen al río San Pedro de Inacaliri. Este último río luego llega al Loa, el río más largo de Chile y el principal afluente hídrico que cruza el desierto de Atacama, que desemboca en el Océano Pacífico. Historiadores de ambos países discuten el hecho de que las aguas fueron alteradas por medios humanos para que las aguas del Silala (manantiales que comienzan en el territorio boliviano) desemboquen en afluentes que traspasan las fronteras de Bolivia hacia Chile.

## Caudal y régimen
El curso de agua tiene una estación fluviométrica de la cual se conocen la representación gráfica de los caudales medidos entre los años 2000 y 2006 que muestran un caudal anual promedio algo menor a los 0.2 m³/s.
|  |  |

## Historia
Luis Risopatrón lo describe en su Diccionario Jeográfico de Chile:
Silala (Rio) 22° 01' 68° 00' Nace en los ojos de agua del mismo nombre, con 15,5 °C de temperatura, dulce i potable, se junta con el agua de El Cajón i afluye del NE al rio Inacaliri, del que constituye su principal afluente; en 1906 se erijió en su orilla una pirámide divisoria con Bolivia. a 4 550 m de altitud. 116, p. 85, 110. 162, 179, 349, 380 i 587; 134; i L56: Silaguala (o Cajon) en 1, x, p. 258; Cajon en la p. 62 i carta ríe Bertrand (1884); i riachuelo en 155. p. 100; Celola, Celuala o Celula, mejor Silala (de sil-la, el llama, en atacameño) en 2, 31, p. 163.
Bolivia sostuvo entre 1999 y 2016 que se trataba de un manantial –llamado manantial Silala–, originado en una serie de ojos de agua y bofedales, que al unirse conforman un cuerpo de agua, vertientes que se unen para dar mayor caudal a este, el cual habría sido canalizado artificialmente por Chile, a fin de desviar sus aguas a dicho territorio para su uso, principalmente industrial.
Chile afirma que se trata de un curso de agua nacido en Bolivia pero que escurre en forma natural hacia el oeste, debido a la pendiente del terreno, cruzando así la frontera, lo cual lo convierte en un curso hídrico sucesivo y transfronterizo, es decir, un río internacional –denominado río Silala o río Siloli–, que pertenece a la cuenca hidrográfica del río Loa y por ende a la hoya hidrográfica del Océano Pacífico, sometido al Derecho internacional que regula los cursos de agua internacionales para fines distintos de la navegación, al tratarse de un recurso hídrico compartido, donde ambas naciones tienen derecho a usar sus aguas de manera razonable y equitativa, indicando que las obras de ingeniería que se hicieron en su cauce fueron menores, sin alterarlo, y únicamente al objeto de reducir la pérdida de agua por infiltración.
En 2016 Chile demandó a Bolivia ante la Corte Internacional de Justicia ubicada en la ciudad neerlandesa de La Haya, y es en la contramemoria presentada por Bolivia donde reconoce al curso de agua como río, reduciendo la controversia a lo que llamó obras artificiales realizadas por Chile que habrían aumentado el caudal en un 30%.
El 1 de diciembre de 2022 la corte reconoció que el curso de agua es un río internacional y que Chile tiene derecho equitativo y razonable, terminando así con la controversia entre ambos países.